# Kostel svatého Jakuba Staršího (Petrovice)
Kostel svatého Jakuba Staršího je nejstarší památkou pražských Petrovic. První písemné zprávy o farnosti u zdejšího kostela pocházejí již z doby vlády Karla IV. Kostel je chráněn jako kulturní památka.

## Historie kostela

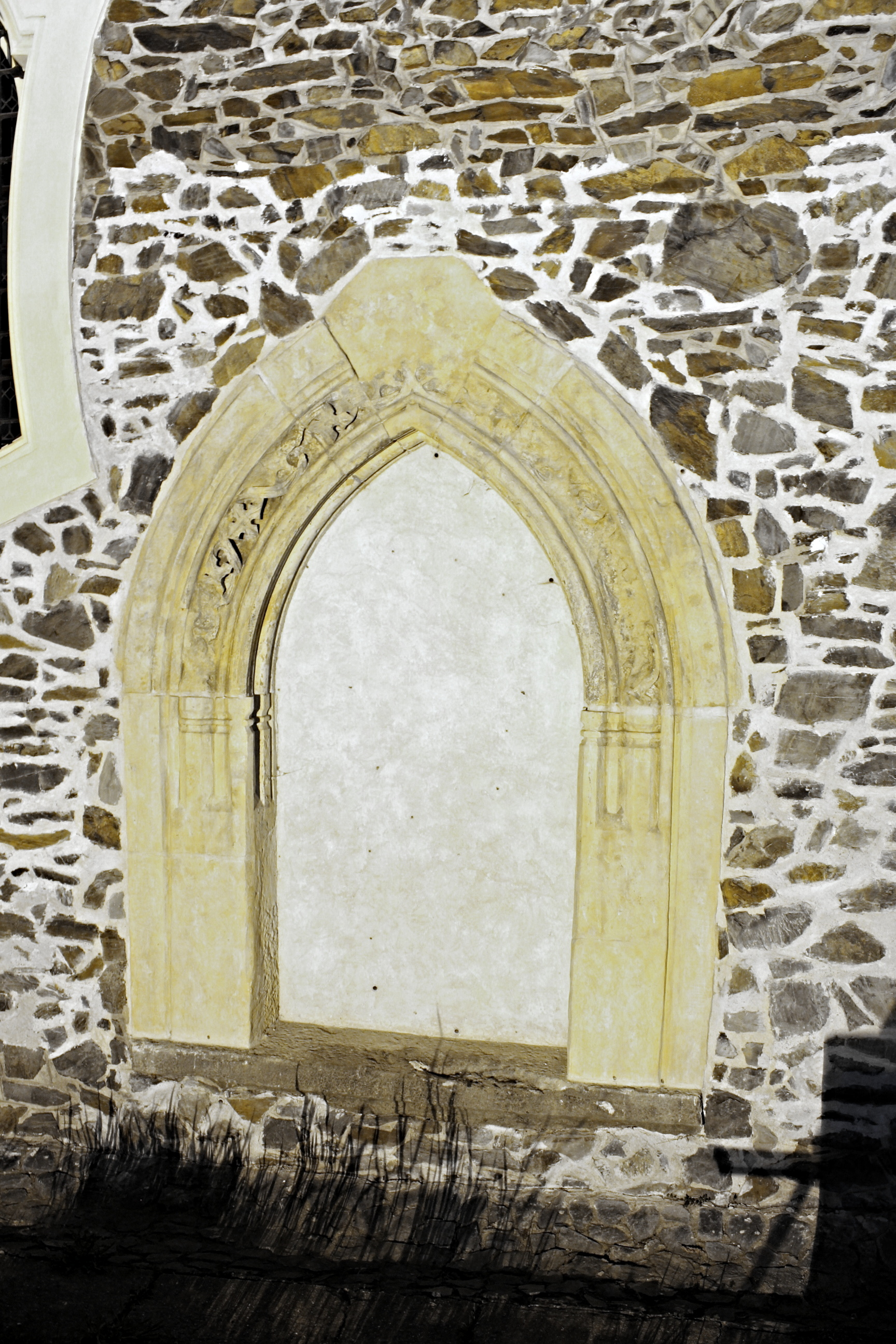
Zazděný původní vchod do kostela

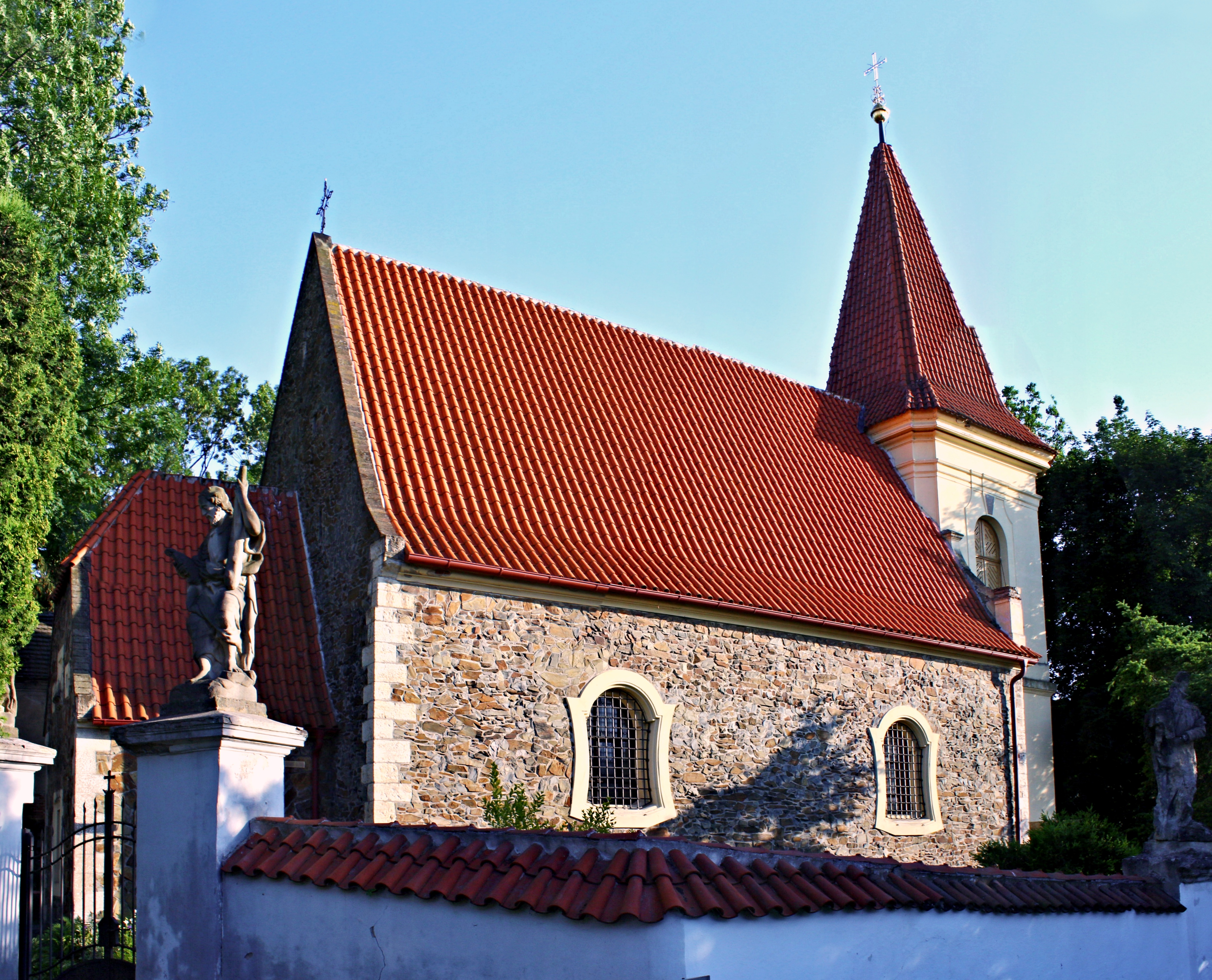
Kostel v červnu 2017

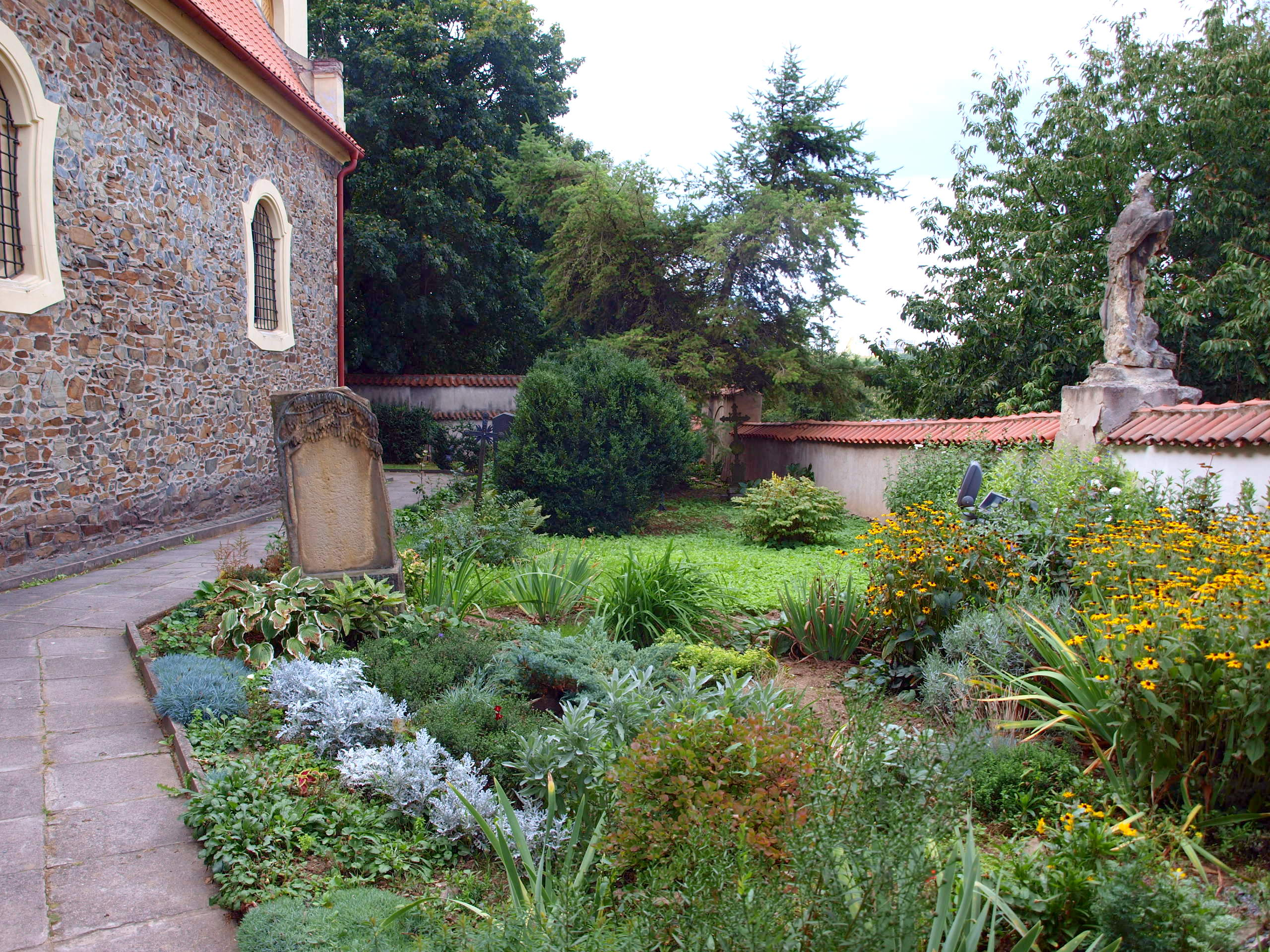
Zahrádka před kostelem

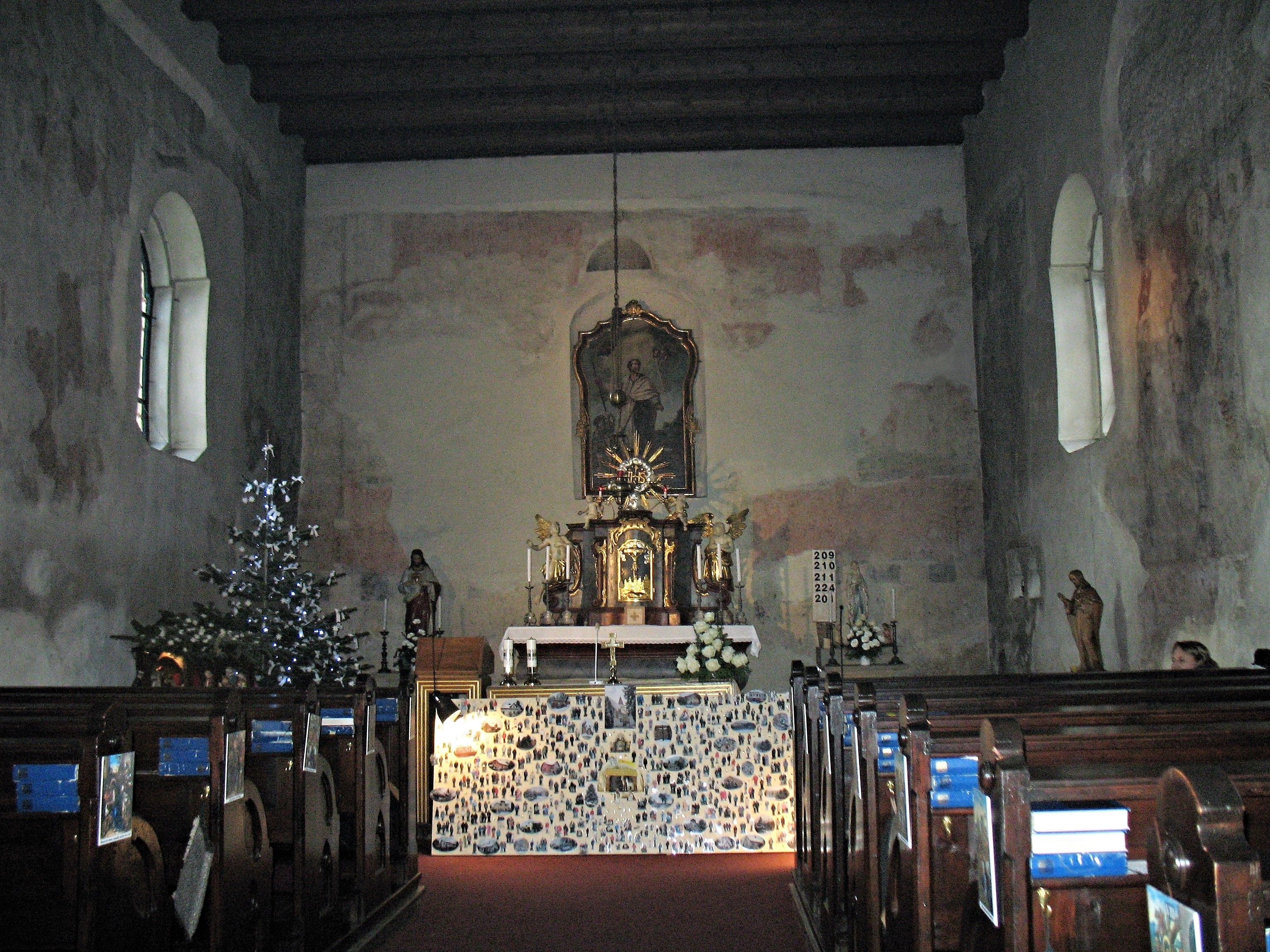
Betlém v interiéru kostela

Na základě stavebního průzkumu je zřejmé, že petrovický kostelík vznikl pravděpodobně už ve druhé polovině 13. století. Jedná se o raně gotickou stavbu, která ještě nese znaky románského slohu.
Světlo původně pronikalo dovnitř pouze vchodem z jižní strany a jediným oknem uprostřed čelní stěny kněžiště. Vchod je dnes již zazděný a také z románského okna se zachovala jen horní část ostění. Toto okno bylo zřejmě jedním z mála zdobných prvků stavby. Malířskou výzdobu získal interiér pravděpodobně až počátkem 15. století.
Ve druhé čtvrtině 18. století došlo k rekonstrukci a dostavbě zřejmě již chátrajícího kostelíku. Na východě k němu byla přistavěna sakristie a na západě hranolová věž, ve které byla roku 1776 zřízena zvonice. Pod věží byl umístěn nový vchod, kvůli čemuž byl starší vchod z jihu zazděn. Kostel tehdy získal barokní vzhled. Osvětlení zajišťovala již čtyři větší kasulová okna. Nová omítka vnitřních stěn zakryla středověké malby.
Druhá výrazná přestavba kostela byla provedena v roce 1910. Angažoval se při ní hrabě Arnošt Emanuel Silva-Tarouca a jeho žena Marie Antonie Gabriela, roz. Nosticová-Rieneck. Záměrem rekonstrukce bylo dát kostelu opět gotickou podobu. Barokní cibulovou báň nahradil štíhlý čtyřboký jehlan, byly strženy vnější omítky a opraveno původní obložení zdí lomovým kamenem. Zazděný jižní gotický portál byl upraven jako součást fasády. Díky stržení vnitřní omítky byla objevena a částečně zrestaurována středověká malířská výzdoba (její generální rekonstrukce byla provedena roku 1980).

## Popis
Kostel je památkově chráněn včetně hřbitova a ohradní zdi s bránou. Na pilířích vstupní brány stojí sochy sv. Jakuba Většího a sv. Tadeáše. Na hřbitovní zdi je pak ještě torzo sochy dalšího, neidentifikovaného světce. Hřbitov u kostela byl zrušen a roku 1907 byl založen přibližně 750 metrů východně hřbitov nový.

## Farní centrum Camino
V těsném sousedství kostela vzniklo nové farní centrum Camino, které nabízí prostory pro setkávání farníků i rodičů s dětmi. Dne 6. února 2014 byl v hotelu Clarion uspořádán benefiční koncert pod záštitou arcibiskupa Dominika kardinála Duky OP, a pražského primátora Tomáše Hudečka. Koncertem na podporu výstavby farního centra provázel P. Prokop Siostrzonek OSB kde vystoupila skupina Hradišťan Jiřího Pavlicy. Celkové náklady na výstavbu měly činit přibližně 20 milionů Kč.[zdroj?] Stavba byla dokončena v první polovině roku 2016 a v neděli 29. května ji slavnostně vysvětil kardinál Duka. Prostory farního sálu Camino slouží mnoha společenským účelům a je možné si je také pronajmout. 

## Petrovický betlém
V petrovickém kostele sv. Jakuba Staršího je v době vánočních svátků vystavován unikátní betlém. Vznikl na počátku 21. století a má podobu jakéhosi tabla s fotografiemi místních farníků s jejich rodinami, žijících i již zesnulých zdejších občanů. K roku 2019 betlém obsahoval na 600 postav petrovických farníků. Krajinu představují snímky petrovických a hornoměcholupských domů, škol a dalších objektů. Betlém se staví na počátku adventu a postupně se doplňuje o hvězdičky a andělíčky, symbolizující modlitby a dobré skutky. O vánoční mši je přidáno vyobrazení svaté rodiny a betlémské hvězdy a na slavnost Zjevení Páně přibývají postavy tří králů. Autorkou nápadu vytvoření neobvyklého betléma je MUDr. Jiřina Němcová.

## Okolní objekty
- Nová fara u kostela sv. Jakuba
- Zámek Petrovice